# 파트리스 리오
파트리스 리오(프랑스어: Patrice Rio, 1948년 8월 15일, 오트-노르망디 지방 센-마리팀 주 르 프티-케비 ~)는 프랑스의 전직 축구 수비수로, 1970년대에 프랑스 국가대표팀 경기에 17번 출전했다. 낭트(1970–1984)에서 주로 활약한 그는 1978년 월드컵에 프랑스를 대표로 참가했다. 그의 부친 로제도 프랑스 국가대표 선수였다.

## 수상
낭트
- 디비시옹 1: 1972–73, 1976–77, 1979–80, 1982–83
- 쿠프 드 프랑스: 1978–79